# Włodzimierz Trams
Włodzimierz Bonifacy Trams (Varsavia, 12 maggio 1944 – 31 ottobre 2021) è stato un cestista polacco.

## Carriera
Con la Polonia ha disputato i Giochi olimpici di Città del Messico 1968, i Campionati mondiali del 1967 e due edizioni dei Campionati europei (1967, 1969).

## Palmarès
- Campionato polacco: 3

Legia Varsavia: 1962-63, 1965-66, 1968-69
- Coppa di Polonia: 2

Legia Varsavia: 1968, 1970